# جافری (نیوهمپشایر)
جافری (به انگلیسی: Jaffrey) شهری در ایالت نیوهمپشایر کشور ایالات متحده آمریکا است که جمعیت آن در سرشماری سال ۲۰۱۰ میلادی، ۲٬۷۵۷ نفر بوده‌است.

## نگارخانه

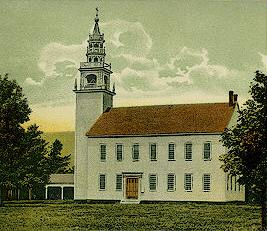
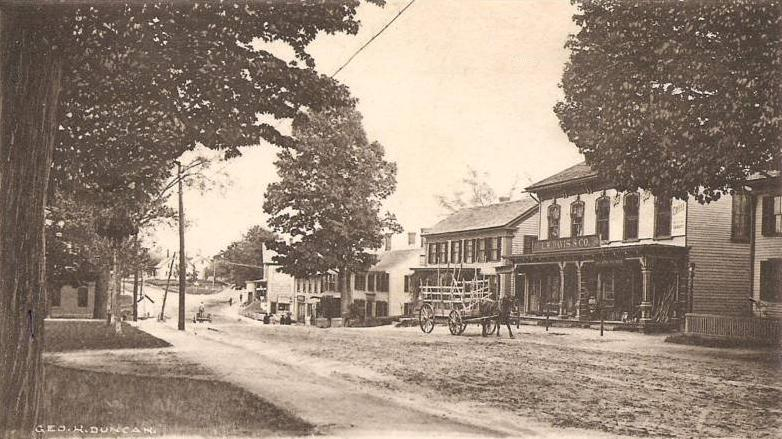
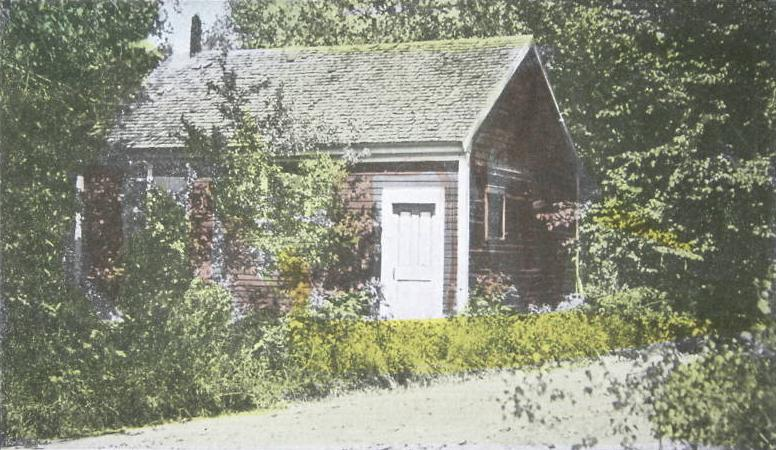